# Кубок України з футболу 2019—2020
Кубок України з футболу 2019—2020 — 29-й розіграш Кубка України. Тривав з 20 серпня 2019 року до 8 липня 2020 року.
Усі етапи турніру складалися з одного матчу. Жеребкування — сліпе. Якщо команди виступали в одній лізі, то господарем була команда, яка отримала непарний номер під час жеребкування. Якщо команди з різних ліг, то господарем була команда із нижчої ліги.

## Учасники
У цьому розіграші кубка брали участь 46 команд чемпіонату, а також фіналісти Кубка України серед аматорів 2018—2019.
| Клуби Прем'єр-ліги: - «Ворскла» (Полтава) - «Десна» (Чернігів) - «Динамо» (Київ) - «Дніпро-1» (Дніпро) - «Зоря» (Луганськ) - «Карпати» (Львів) - «Колос» (Ковалівка) - ФК «Львів» (Львів) - ФК «Маріуполь» (Маріуполь) - ФК «Олександрія» (Олександрія) - «Олімпік» (Донецьк) - «Шахтар» (Донецьк) | Клуби першої ліги: - «Авангард» (Краматорськ) - «Агробізнес» (Волочиськ) - «Балкани» (Зоря) - «Волинь» (Луцьк) - «Гірник-Спорт» (Горішні Плавні) - «Інгулець» (Петрове) - «Кремінь» (Кременчук) - «Металіст 1925» (Харків) - МФК «Металург» (Запоріжжя) - МФК «Миколаїв» (Миколаїв) - ФК «Минай» (Минай) - «Оболонь-Бровар» (Київ) - «Прикарпаття» (Івано-Франківськ) - «Рух» (Львів) - «Черкащина» (Черкаси) - «Чорноморець» (Одеса) | Клуби другої ліги: - «Альянс» (Липова Долина) - «Буковина» (Чернівці) - «Верес» (Рівне) - «ВПК-Агро» (Шевченківка) - «Гірник» (Кривий Ріг) - «Діназ» (Вишгород) - «Енергія» (Нова Каховка) - ФК «Калуш» (Калуш) - «Кристал» (Херсон) - «Нива» (Вінниця) - «Нива» (Тернопіль) - ФК «Нікополь» (Нікополь) - «Поділля» (Хмельницький) - «Полісся» (Житомир) - «Реал Фарма» (Одеса) - «Таврія-Сімферополь» (Сімферополь) - ФК «Ужгород» (Ужгород) - «Чайка» (Петропавлівська Борщагівка) | Фіналісти Кубка серед аматорів: - «Авангард» (Бзів) - ФК «Вовчанськ» (Вовчанськ) |

## Перший попередній етап
Жеребкування відбулося 14 серпня 2019 року, матчі — 20 серпня 2019 року. У цьому етапі брали участь 20 команд — 2 аматорські команди і 18 команд другої ліги.
| Команда 1            | Рахунок        | Команда 2      |
| -------------------- | -------------- | -------------- |
| «Таврія-Сімферополь» | 5:0            | «Реал Фарма»   |
| «Енергія»            | 1:4            | «Буковина»     |
| «Гірник»             | 0:1            | «Чайка»        |
| «Кристал»            | 1:1 (пен. 2:4) | «Діназ»        |
| «Верес»              | 2:1            | «Нива» Т       |
| «Авангард» Б         | 0:2 (дч)       | ФК «Вовчанськ» |
| «Альянс»             | 2:0            | ФК «Ужгород»   |
| «Поділля»            | 1:0            | «Полісся»      |
| «Нива» В             | 5:1            | ФК «Нікополь»  |
| ФК «Калуш»           | 1:0            | «ВПК-Агро»     |

## Другий попередній етап
Жеребкування відбулося 21 серпня 2019 року, матчі — 27 серпня 2019 року. У цьому етапі брали участь 25 команд — 10 переможців першого попереднього етапу та 15 команд першої ліги.
| Команда 1            | Рахунок        | Команда 2        |
| -------------------- | -------------- | ---------------- |
| «Агробізнес»         | +:-            |                  |
| «Інгулець»           | 2:0            | «Металіст 1925»  |
| ФК «Калуш»           | 1:2            | ФК «Минай»       |
| МФК «Миколаїв»       | 5:1            | «Прикарпаття»    |
| «Діназ»              | 1:0            | «Нива» В         |
| «Черкащина»          | 1:2            | «Кремінь»        |
| «Поділля»            | 1:1 (пен. 4:5) | «Волинь»         |
| ФК «Вовчанськ»       | 0:1 (дч)       | «Оболонь-Бровар» |
| «Верес»              | 1:2            | «Рух»            |
| «Гірник-Спорт»       | 1:1 (пен. 6:5) | МФК «Металург»   |
| «Авангард» К         | 0:0 (пен. 3:4) | «Балкани»        |
| «Альянс»             | 4:1            | «Чайка»          |
| «Таврія-Сімферополь» | 2:3            | «Буковина»       |

## 1/16 фіналу
Жеребкування відбулося 28 серпня 2019 року, матчі — 25 вересня та 2 жовтня 2019 року. У цьому етапі брали участь 20 команд — 13 переможців другого попереднього етапу, 1 команда першої ліги та 6 команд Прем'єр-ліги, які згідно з рейтингом станом на дату жеребкування посідали місця із 7-го по 12-е.
| Команда 1        | Рахунок        | Команда 2        |
| ---------------- | -------------- | ---------------- |
| 25 вересня       |                |                  |
| «Кремінь»        | 2:3            | «Олімпік»        |
| МФК «Миколаїв»   | 1:0            | «Чорноморець»    |
| «Оболонь-Бровар» | 0:2            | «Гірник-Спорт»   |
| ФК «Минай»       | 1:0            | «Волинь»         |
| «Альянс»         | 1:0            | «Балкани»        |
| «Буковина»       | 0:2            | ФК «Львів»       |
| «Інгулець»       | 0:0 (пен. 7:6) | «Карпати»        |
| «Діназ»          | 0:1 (дч)       | ФК «Олександрія» |
| «Агробізнес»     | 1:3            | «Дніпро-1»       |
| 2 жовтня         |                |                  |
| «Рух»            | 0:1            | ФК «Маріуполь»   |

## 1/8 фіналу

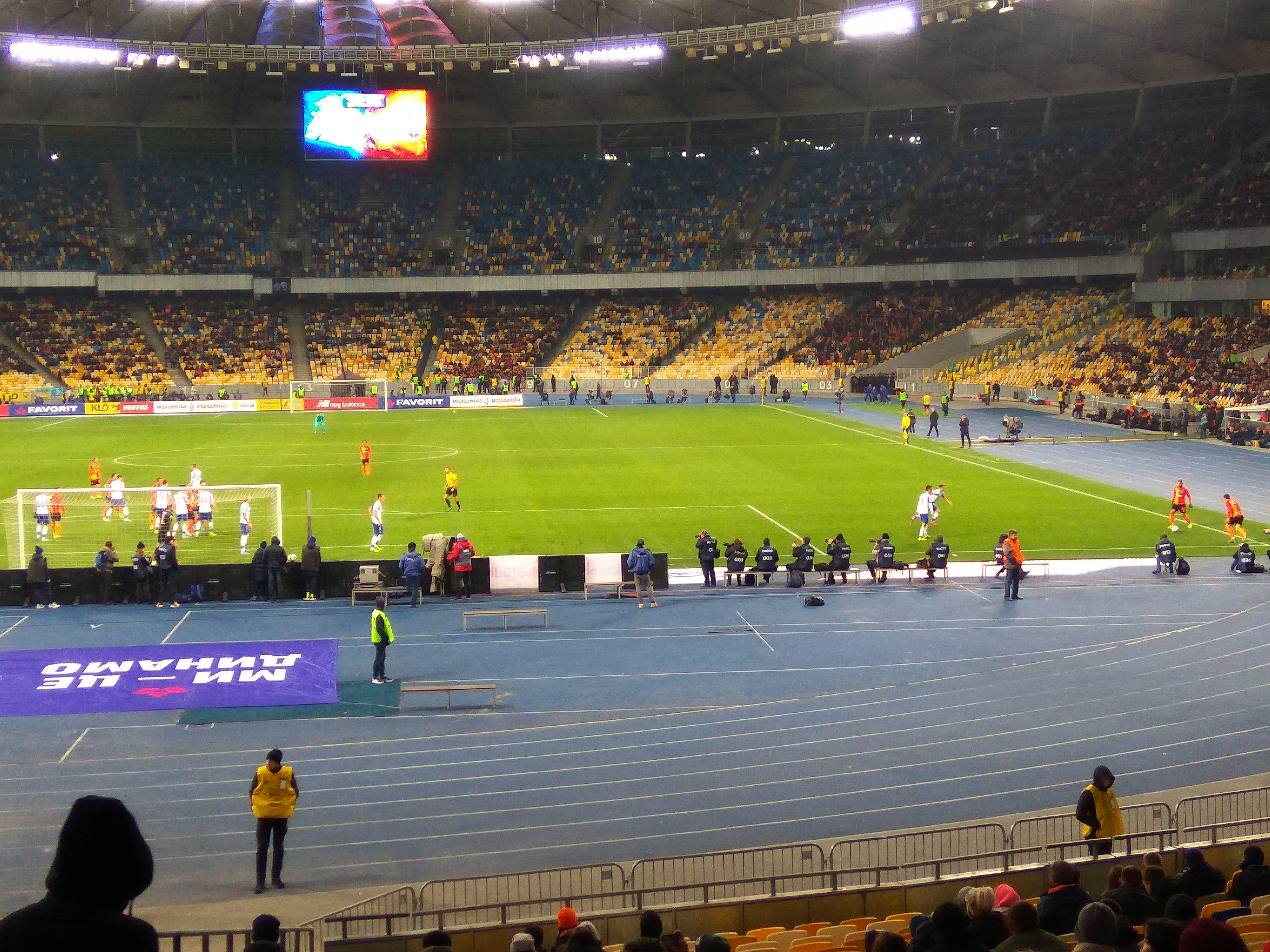

Жеребкування відбулося 3 жовтня 2019 року, матчі — 30 жовтня 2019 року. У цьому етапі брали участь 16 команд — 10 переможців 1/16 фіналу та 6 команд Прем'єр-ліги, які згідно з рейтингом станом на дату жеребкування 1/16 фіналу посідали місця із 1-го по 6-е.
| Команда 1        | Рахунок        | Команда 2      |
| ---------------- | -------------- | -------------- |
| «Колос»          | 0:1            | «Ворскла»      |
| ФК «Минай»       | 2:0            | ФК «Львів»     |
| МФК «Миколаїв»   | 2:4            | «Десна»        |
| «Альянс»         | 5:3            | «Гірник-Спорт» |
| «Динамо»         | 2:1 (дч)       | «Шахтар»       |
| «Інгулець»       | 2:1            | «Дніпро-1»     |
| ФК «Маріуполь»   | 1:0            | «Олімпік»      |
| ФК «Олександрія» | 1:1 (пен. 5:4) | «Зоря»         |

## 1/4 фіналу

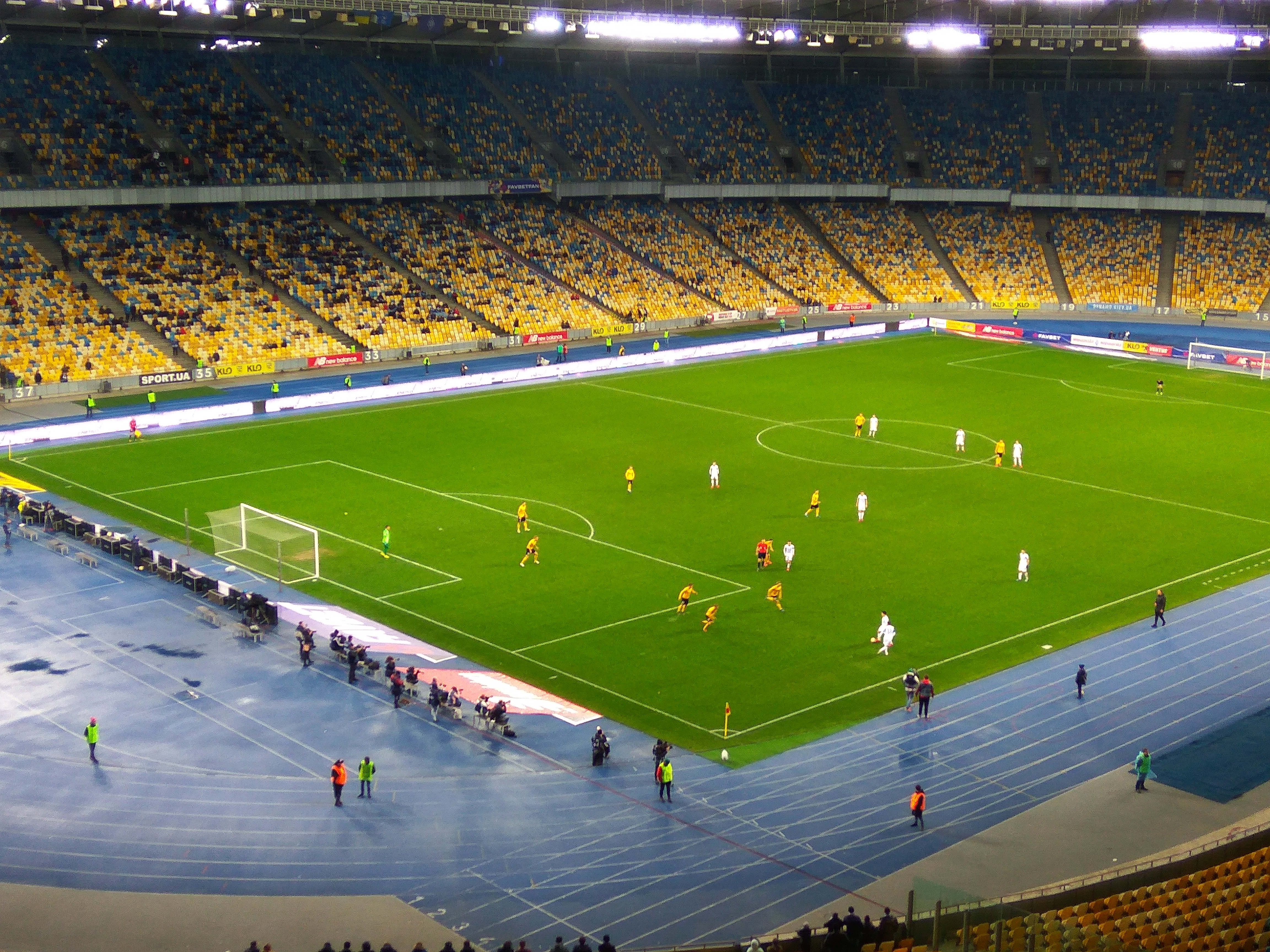

Жеребкування відбулося 18 грудня 2019 року, матчі — 11 та 12 березня 2020 року.
| Команда 1  | Рахунок        | Команда 2        |
| ---------- | -------------- | ---------------- |
| 11 березня |                |                  |
| «Динамо»   | 1:0 (дч)       | ФК «Олександрія» |
| ФК «Минай» | 1:1 (пен. 6:5) | «Інгулець»       |
| «Альянс»   | 2:4            | ФК «Маріуполь»   |
| 12 березня |                |                  |
| «Десна»    | 0:1            | «Ворскла»        |

## 1/2 фіналу
Жеребкування відбулося 13 березня 2020 року, матчі — 17 та 24 червня 2020 року.
| Команда 1      | Рахунок        | Команда 2 |
| -------------- | -------------- | --------- |
| 17 червня      |                |           |
| ФК «Минай»     | 0:2            | «Динамо»  |
| 24 червня      |                |           |
| ФК «Маріуполь» | 1:1 (пен. 2:3) | «Ворскла» |

## Фінал
| 8 липня 2020 21:30 +25 °C |

| «Динамо»                                                                                            | 1:1      | «Ворскла»                                                                          |
| --------------------------------------------------------------------------------------------------- | -------- | ---------------------------------------------------------------------------------- |
| Вербич 28'                                                                                          | Протокол | Степанюк 11'                                                                       |
| | Пенальті |                                                                                    |
| Вербич · Циганков · Кендзьора · де Пена · Андрієвський · Сидорчук · Шапаренко · Миколенко · Шабанов | 8:7      | Пуцлін · Кане · Луізао · Опанасенко · Ндіайе · Чеснаков · Пердута · Сапай · Баєнко |

| «Металіст», Харків Глядачів: 0 Арбітр: Катерина Монзуль (Харків) |

## Найкращі бомбардири
| № | Футболіст          | Команда              | Ігри | Голи (пен.) |
| - | ------------------ | -------------------- | ---- | ----------- |
| 1 | Владислав Шарай    | «Альянс»             | 5    | 4 (1)       |
| 2 | Артем Макарченко   | «Таврія-Сімферополь» | 2    | 3           |
| 2 | Ігор Маляренко     | «Нива» В             | 2    | 3           |
| 2 | Сергій Загинайлов  | «Альянс»             | 3    | 3           |
| 2 | Ігор Крашневський  | «Буковина»           | 3    | 3           |
| 6 | Олександр Акименко | «Інгулець»           | 3    | 3 (1)       |